# Olympische Sommerspiele 1908/Radsport – 20 km Bahn (Männer)
Das 20-Kilometer-Rennen bei den Olympischen Spielen 1908 in London fand am 14. Juli im White City Stadium statt.
Jeder Nation standen bis zu 12 Startplätze zu. Jedes Rennen bestand aus etwas mehr als 33 Runden der 660 Yards langen Bahn. Das Zeitlimit für das Rennen betrug 40 Minuten. Der Wettbewerb fand in zwei Runden statt (Halbfinale und Finale). Es gab 6 Halbfinals. Der Sieger jedes Halbfinales erreichte das Finale. Zudem qualifizierten sich noch die drei Athleten, die ihr Rennen zwar nicht gewinnen konnten, aber die meisten Runden gewannen, für das Finale.

## Ergebnisse

### Halbfinale

#### Halbfinale 1
| Rang | Athlet             | Nation          | Zeit        | Anm. |
| ---- | ------------------ | --------------- | ----------- | ---- |
| 1    | Leon Meredith      | Großbritannien  | 33:21,0 min | Q    |
| 2    | Hermann Martens    | Deutsches Reich | 33:21,2 min |      |
| 3    | Joseph Werbrouck   | Belgien         | 33:21,4 min | q    |
| 4    | André Lapize       | Frankreich      | unbekannt   |      |
| 5    | Georgius Damen     | Niederlande     | unbekannt   |      |
| 6    | Frederick McCarthy | Kanada          | unbekannt   |      |
| 7–8  | Pierre Hostein     | Frankreich      | unbekannt   |      |
| 7–8  | Rudolf Katzer      | Deutsches Reich | unbekannt   |      |
|      | Daniel Flynn       | Großbritannien  | DNF         |      |

#### Halbfinale 2
| Rang | Athlet                      | Nation          | Zeit        | Anm. |
| ---- | --------------------------- | --------------- | ----------- | ---- |
| 1    | Clarence Kingsbury          | Großbritannien  | 32:33,8 min | Q    |
| 2    | Charlie Brooks              | Großbritannien  | 32:34,0 min |      |
| 3    | Floris Venter               | Südafrika       | 32:34,4 min |      |
| 4    | Georges Lutz                | Frankreich      | unbekannt   |      |
| 5    | Gerard Bosch van Drakestein | Niederlande     | unbekannt   |      |
| 6    | François Bonnet             | Frankreich      | unbekannt   | q    |
| 7–9  | Walter Andrews              | Kanada          | unbekannt   |      |
| 7–9  | Jean Van Benthem            | Belgien         | unbekannt   |      |
| 7–9  | Paul Schulze                | Deutsches Reich | unbekannt   |      |

#### Halbfinale 3
| Rang | Athlet           | Nation             | Zeit        | Anm. |
| ---- | ---------------- | ------------------ | ----------- | ---- |
| 1    | Louis Weintz     | Vereinigte Staaten | 33:39,8 min | Q    |
| 2    | Frank Shore      | Südafrika          | 33:40,0 min |      |
| 3    | Harry Young      | Kanada             | 33:45,2 min |      |
| 4    | Herbert Bouffler | Großbritannien     | unbekannt   |      |
| 5    | Max Triebsch     | Deutsches Reich    | unbekannt   |      |
| 6–7  | Henri Cunault    | Frankreich         | unbekannt   |      |
| 6–7  | Dorus Nijland    | Niederlande        | unbekannt   |      |
|      | Frederick Hamlin | Großbritannien     | DNF         |      |

#### Halbfinale 4
| Rang | Athlet               | Nation             | Zeit        | Anm. |
| ---- | -------------------- | ------------------ | ----------- | ---- |
| 1    | Benjamin Jones       | Großbritannien     | 32:39,0 min | Q    |
| 2    | George Cameron       | Vereinigte Staaten | 32:39,2 min |      |
| 3    | Thomas Passmore      | Südafrika          | 32:39,4 min |      |
| 4    | Octave Lapize        | Frankreich         | unbekannt   | q    |
| 5    | Henri Baumler        | Frankreich         | unbekannt   |      |
| 6–7  | Alwin Boldt          | Deutsches Reich    | unbekannt   |      |
| 6–7  | Johannes van Spengen | Niederlande        | unbekannt   |      |
|      | W. Lower             | Großbritannien     | DNF         |      |

#### Halbfinale 5
Ioannis Santorinaios und Pierre Texier stürzten eine halbe Runde vor Schluss. David Robertson musste den Gestürzten ausweichen und verlor somit Tempo.
| Rang          | Athlet               | Nation         | Zeit        | Anm. |
| ------------- | -------------------- | -------------- | ----------- | ---- |
| 1             | Andrew Hansson       | Schweden       | 34:53,6 min | Q    |
| 2             | David Robertson      | Großbritannien | 34:53,8 min |      |
| 3             | William Anderson     | Kanada         | 34:55,6 min |      |
|               | Ioannis Santorinaios | Griechenland   | DNF         |      |
| Pierre Texier | Frankreich           | DNF            |             |      |

#### Halbfinale 6
Neun Runden vor Schluss hatte Léon Coeckelberg einen kaputten Reifen. Zwei Runden weiter hatte der Belgier erneut Pech, er verließ die Strecke, überquerte das Gras und stieg auf ein neues Rad und fuhr weiter, wurde diesbezüglich jedoch disqualifiziert.
| Rang | Athlet              | Nation             | Zeit        | Anm. |
| ---- | ------------------- | ------------------ | ----------- | ---- |
| 1    | Arthur J. Denny     | Großbritannien     | 33:40,6 min | Q    |
| 2    | Charles Avrillon    | Frankreich         | 33:40,8 min |      |
| 3    | Gustaf Westerberg   | Schweden           | 33:41,4 min |      |
| 4    | Guglielmo Morisetti | Königreich Italien | unbekannt   |      |
|      | Léon Coeckelberg    | Belgien            | DSQ         |      |

### Finale
Leon Meredith und Arthur J. Denny hatten früh im Rennen eine Panne. Andrew Hansson stürzte gegen Ende des Rennens. Mit dem Läuten der Glocke für die letzte Runde startete Clarence Kingsbury seinen Sprint und konnte sich gegen die drei anderen Fahrer behaupten.
| Rang | Athlet             | Nation             | Zeit        |
| ---- | ------------------ | ------------------ | ----------- |
| 1    | Clarence Kingsbury | Großbritannien     | 34:13,6 min |
| 2    | Benjamin Jones     | Großbritannien     | unbekannt   |
| 3    | Joseph Werbrouck   | Belgien            | unbekannt   |
| 4    | Louis Weintz       | Vereinigte Staaten | unbekannt   |
| 5–9  | François Bonnet    | Frankreich         | unbekannt   |
| 5–9  | Arthur J. Denny    | Großbritannien     | unbekannt   |
| 5–9  | Andrew Hansson     | Schweden           | unbekannt   |
| 5–9  | Octave Lapize      | Frankreich         | unbekannt   |
| 5–9  | Leon Meredith      | Großbritannien     | unbekannt   |